# Де Тонкедек, Гийом
Гийом Эмманюэль Мари де Конго де Тонккедек (фр. Guillaume Emmanuel Marie de Quengo de Tonquédec; род. 18 октября 1966, Париж, Франция) — французский актёр кино, театра и телевидения. Лауреат кинопремии «Сезар» 2013 года за лучшую мужскую роль второго плана в фильме «Имя».

## Биография
Гийом де Тонкедек родился 18 октября 1966 года в Париже и вырос в Лувесьене в многодетной семье. Его мать, агент по недвижимости, и отец-инженер имели четырёх детей. В течение двух лет проходил обучение в студии «Maubel», а затем в консерватории Версаля. В 1986 году посещал курсы Флоран, готовясь для вступления в Национальную консерваторию драматического искусства в Париже, которую закончил в 1989 году, получив степень бакалавра экономики.
В 1986 году Гийом де Тонкедек дебютировал в кино, получив свою первую роль в фильме режиссёра Пьера Гранье-Дефера «Частные уроки». В том же году он сыграл в фильме «Похитить Чарли Спенсера» Франсиса Юстера.
В 1992 году Тонкедек сыграл свою первую главную роль Жюля Мартена в фильме Шарля Немеса «Список убитых на войне», после чего сыграл несколько ролей в кино и стал больше работать на телевидении. Значительные телевизионные работы актёра — участие в 10-ти эпизодах сериала «Комиссар Кордье», где он сыграл Томаса Соренсена и в «Что такое хорошо, что такое плохо» (2007) в роли отца семейства Лепик.
В 2013 году Гийом де Тонкедек был удостоен премии «Сезар» как лучший актер второго плана за роль Клода Катиньоля в комедии «Имя», поставленной по одноимённой пьесе Александра де ла Пательера и Матье Делапорте. Также актёр сыграл эту роль на театральной сцене.
В январе 2015 года Гийом де Тонкедек стал кавалером Ордена Искусств и литературы.